# Natalia Marek-Trzonkowska
Natalia Maria Marek-Trzonkowska (ur. 1980) – polska lekarz weterynarii, immunolog, profesor nauk medycznych.

## Życiorys
Ukończyła Medycynę Weterynaryjną na Uniwersytecie Warmińsko-Mazurskim w Olsztynie. 18 lutego 2010 obroniła pracę doktorską na Gdańskim Uniwersytecie Medycznym pt.Wybrane mechanizmy aktywacji układu immunologicznego w cukrzycy typu 1, 27 czerwca 2013 habilitowała się na podstawie dorobku naukowego i pracy zatytułowanej Limfocyty T regulatorowe- jako narzędzie terapeutyczne w cukrzycy typu 1. Została zatrudniona na stanowisku adiunkta w Katedrze Medycyny Rodzinnej na Wydziale Lekarskim, oraz w Międzynarodowym Centrum Badań nad Szczepionkami Przeciwnowotworowymi na Uniwersytecie Medycznym w Gdańsku.
25 czerwca 2019 nadano jej tytuł profesora w zakresie nauk medycznych.

## Nagrody
- Dwie nagrody naukowe za kliniczne badania zastosowania komórek T regulatorowych przyznane European Federation of Immunological Societies (EFIS;Wiedeń oraz Glasgow)[5]
- Nagroda Young Investigator Award[5]
- Nagroda Polish-American Medical Society (PAMS; Chicago)[5]
- Dwie nagrody naukowe przyznane przez The International Pancreas and Islet Transplant Association (IPITA, Praga)[5]

## Publikacje
- 2011: Coating human pancreatic islets with CD4+CD25highCD127- regulatory T cells as a novel approach for the local immunoprotection[2]
- 2013: Influence of pharmacological immunomodulatory agents on CD4(+)CD25(high)FoxP3(+) T regulatory cells in humans[2]
- 2013: Limfocyty T regulatorowe- jako narzędzie terapeutyczne w cukrzycy typu 1[2]
- 2015: Sposób namnażania in vitro komórek T regulatorowych (Treg)[2]
- 2015: Therapy with regulatory T cells preserves beta cell function in children with type 1 diabetes : 2 year follow-up [Dokument elektroniczny][2]
- 2016: Factors affecting long-term efficacy of T regulatory cell-based therapy in type 1 diabetes[2]